# Colona elobata
Colona elobata là một loài thực vật có hoa trong họ Cẩm quỳ. Loài này được Craib mô tả khoa học đầu tiên năm 1925.